# Zumbi
Zumbi (português brasileiro) ou zombie (português europeu) é uma criatura cujo estereótipo se define, nos livros e na cultura popular, como um cadáver reanimado usualmente de hábitos noturnos, que perambulam e a agem de forma estranha e instintiva; um morto-vivo; um ser privado de vontade própria, sem personalidade. Os zumbis são mais comumente encontrados em obras do gênero de terror e fantasia. Histórias de zumbis têm origem no sistema de crenças espirituais e nos rituais do vodu haitiano: segundo crenças populares, o vodu faz com que uma pessoa morta volte à vida à procura de vingança com aquelas pessoas que lhe teriam feito mal. Histórias contam sobre trabalhadores controlados por um poderoso feiticeiro.

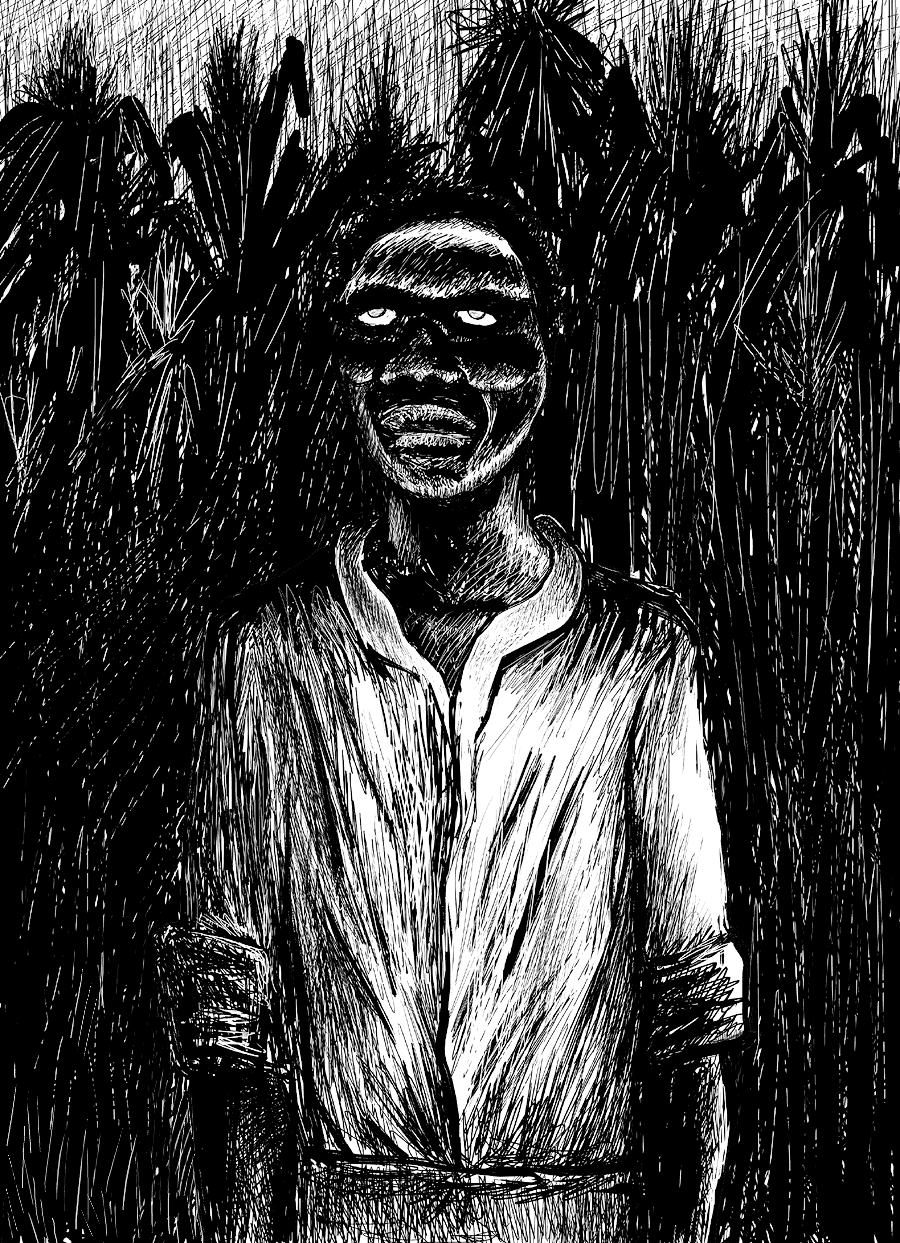
Uma representação de um zumbi, no crepúsculo, em um campo de cana-de-açúcar.

Segundo o estereótipo popular, um zumbi é um ser humano dado como morto que, após sepultado, foi posteriormente desenterrado e reanimado por meios desconhecidos. Devido à ausência de oxigênio na tumba, os mortos vivos seriam reanimados com morte cerebral e permaneceriam em estado catatônico, criando insegurança, medo e portando-se de forma a ver os seres humanos normais como presas.
Os zumbis não são por completo míticos. Há rituais necromânticos, em particular ligados à religião do vodu haitiano, que, realizados com o intuito maligno de subjugar e gerar subserviência a seus invocadores, trazem, à realidade, o conceito de zumbi. Auxiliados pelos efeitos psicológicos das crenças socialmente difundidas, os rituais de zumbificação, se não alcançam em plenitude seu intento, são por certo bem eficazes em induzir comportamentos em suas vítimas que pouco ficam a dever aos comportamentos estereotípicos dos zumbis míticos.
Zumbis também são bem reais entre outras espécies animais, cujos comportamentos dos espécimes infectados podem ser drasticamente modificados e controlados por patógenos hospedeiros. O comportamento do animal é usualmente modificado de forma a garantir a disseminação do agente patogênico. Como exemplo, há fungos que transformam formigas e outros insetos em "zumbis"; e há vermes que zumbificam lesmas. A figura dos zumbis humanos ganhou destaque no gênero de filme de terror principalmente graças ao filme de 1968 Night of the Living Dead, de George A. Romero.

## Etimologia
"Zumbi" provém do termo quimbundo (em quimbundo: nzumbi), significando "duende", "defunto, cadáver". "Zombi" também é outro nome da serpente loá Dambalá, com origem nas línguas nigero-congolesas. A palavra também é semelhante a Nzambi, palavra quicongo que significa "deus".

## CrençasversusRealidade
Segundo as crenças angolanas e afro-brasileiras, "zumbi" ou "cazumbi" é um espírito de um morto que vaga à noite assombrando as pessoas, inclusive em seus sonhos.
De acordo com os princípios do vodu haitiano, uma pessoa morta pode ser revivida por um sacerdote ou feiticeiro. Zumbis permanecem sob o controle do bokor, já que não têm vontade própria. Existe também, dentro da tradição do vodum da África Ocidental, o "astral zumbi", que é uma parte da alma humana capturada por um sacerdote e usada para aumentar o poder desse sacerdote. O astral zumbi é, normalmente, mantido dentro de uma garrafa que o sacerdote pode vender aos seus clientes para dar sorte ou sucesso financeiro. Acredita-se que, após um tempo, Deus tomará essa alma de volta, o que torna o zumbi uma entidade espiritual temporária. A lenda vodu sobre o zumbi diz ainda que quem o alimenta com sal vai fazê-lo retornar para o túmulo.
Em 1937, enquanto pesquisava o folclore do Haiti, Zora Neale Hurston encontrou o caso de uma mulher que apareceu em uma aldeia: uma família alegou que ela era Felicia Felix-Mentor, uma parente que havia morrido e sido enterrada em 1907 com idade de 29 anos. Hurston alegou que os rumores se deveram ao uso de uma poderosa droga psicoativa por parte das testemunhas do fato, mas ela foi incapaz de localizar os indivíduos para obter mais informação.
Várias décadas depois, Wade Davis, um etnobotânico de Harvard, apresentou um caso farmacológico de zumbis em dois livros: "A Serpente e o Arco-Íris" (1985) e "Passagem das Trevas: A Etnobiologia do Zumbi do Haiti" (1988). Davis viajou para o Haiti em 1982 e, como resultado de suas investigações, afirmou que uma pessoa viva pode ser transformado em um zumbi injetando-se algumas substâncias específicas na sua corrente sanguínea (geralmente através de uma ferida).
Na primeira fase, administra-se uma substância chamada pelos nativos de "coup de poudre" (do francês: coup de poudre; romaniz.: lit. "tiro de pó"), que inclui a tetrodotoxina (TTX), uma poderosa neurotoxina encontrada na carne do baiacu (ordem Tetraodontidae), fatal se não administrada com extrema cautela. Substâncias extraídas da pele do sapo-bufo também tomam parte na mistura, e o efeito da combinação das drogas é simular um estado de morte clínica, onde os batimentos cardíacos e a respiração são suprimidos ao ponto de se tornarem imperceptíveis. A pessoa sendo zumbificada é, então, literalmente enterrada como se morta estivesse, incluso com cerimônia fúnebre, e, posteriormente, desenterrada em um prazo não superior a 8 horas; ou seja, antes que realmente morra por asfixia.
A segunda parte do ritual consiste na administração contínua de uma poção com drogas dissociativas tais como a datura. Tais drogas induzem um estado de confusão mental e desconexão com a realidade, destroem todas as memórias recentes e a percepção temporal, fazendo os zumbis ficarem inteiramente sujeitos às vontades do bokor. Administrada em intervalos de tempos regulares, as drogas mantêm os zumbis em estados semipermanentes de delírio psicótico induzido. Os efeitos psicológicos das crenças difundidas entre os demais na sociedade contribuem para a manutenção do estado mental; e os zumbis podem, então, ser vendidos como escravos para trabalharem nas plantações de cana-de-açúcar.
Davis também popularizou a história de Clairvius Narcisse, um dos primeiros casos de zumbi oficialmente registrados. Clairvius teria sucumbido ao ritual de zumbificação em 1962. Segundo registra-se, ele teria sido vendido a um dono de zumbis por seu irmão, interessado nas terras herdadas pela vítima, que relutara a vendê-las. Clarvius teria então sido zumbificado e, após a morte de seu dono, por 16 anos teria vagado pela ilha, em um estado psicótico. Em 1980, encontrou então sua irmã, que não o reconheceu de imediato, vindo a fazê-lo apenas depois que ele contou histórias da infância que apenas um irmão dela poderia saber.
Em suma, o processo descrito por Davis era um estado inicial de morte, com animação suspensa, seguido pelo redespertar, normalmente depois de ser enterrado, em um estado psicótico. Davis sugeriu que a psicose induzida por drogas e pelo trauma psicológico de ter sido enterrado, reforçavam as crenças culturalmente aprendidas e levavam os indivíduos a reconstruir sua identidade como a de um zumbi, uma vez que, após a experiência a que eram submetidos, eles passavam a "acreditar" que estavam mortos e não teriam mais outro papel para desempenhar na sociedade haitiana. Segundo Davis, os mecanismos sociais de reforço desta crença serviam para confirmar para o indivíduo a sua condição de zumbi e tais indivíduos passavam a ser conhecidos por passear em cemitérios, exibindo atitudes e emoções deprimidas.
O psiquiatra escocês R. D. Laing destacou, ainda, a ligação entre as expectativas sociais e culturais e a compulsão, no contexto da esquizofrenia e outras doenças mentais, sugerindo que o início da esquizofrenia poderia ser responsável por alguns dos aspectos psicológicos da "zumbificação".
As afirmações de Davis receberam críticas, particularmente a afirmação de que feiticeiros haitianos possam manter escravos zumbis em um estado de transe induzido por drogas por muitos anos. Os sintomas de envenenamento por TTX gama produz dormência e náuseas, podendo levar à paralisia (em particular dos músculos do diafragma), inconsciência e morte, mas não incluem uma marcha rígida ou um transe de morte semelhantes aos encontrados nos zumbis. Mesmo diante da ciência de existência de outras drogas capazes de gerar tais efeitos ao menos temporariamente, segundo a neurologista Terence Hines, a avaliação de Davis sobre a natureza dos relatórios dos zumbis haitianos é usualmente vista com ceticismo entre a comunidade científica.
Em algumas comunidades da África do Sul, acredita-se que uma pessoa morta pode ser transformada em um zumbi por uma criança pequena. É também dito que a magia pode ser quebrada com um sangoma poderoso o suficiente.

## Zumbis na mídia contemporânea

### Características

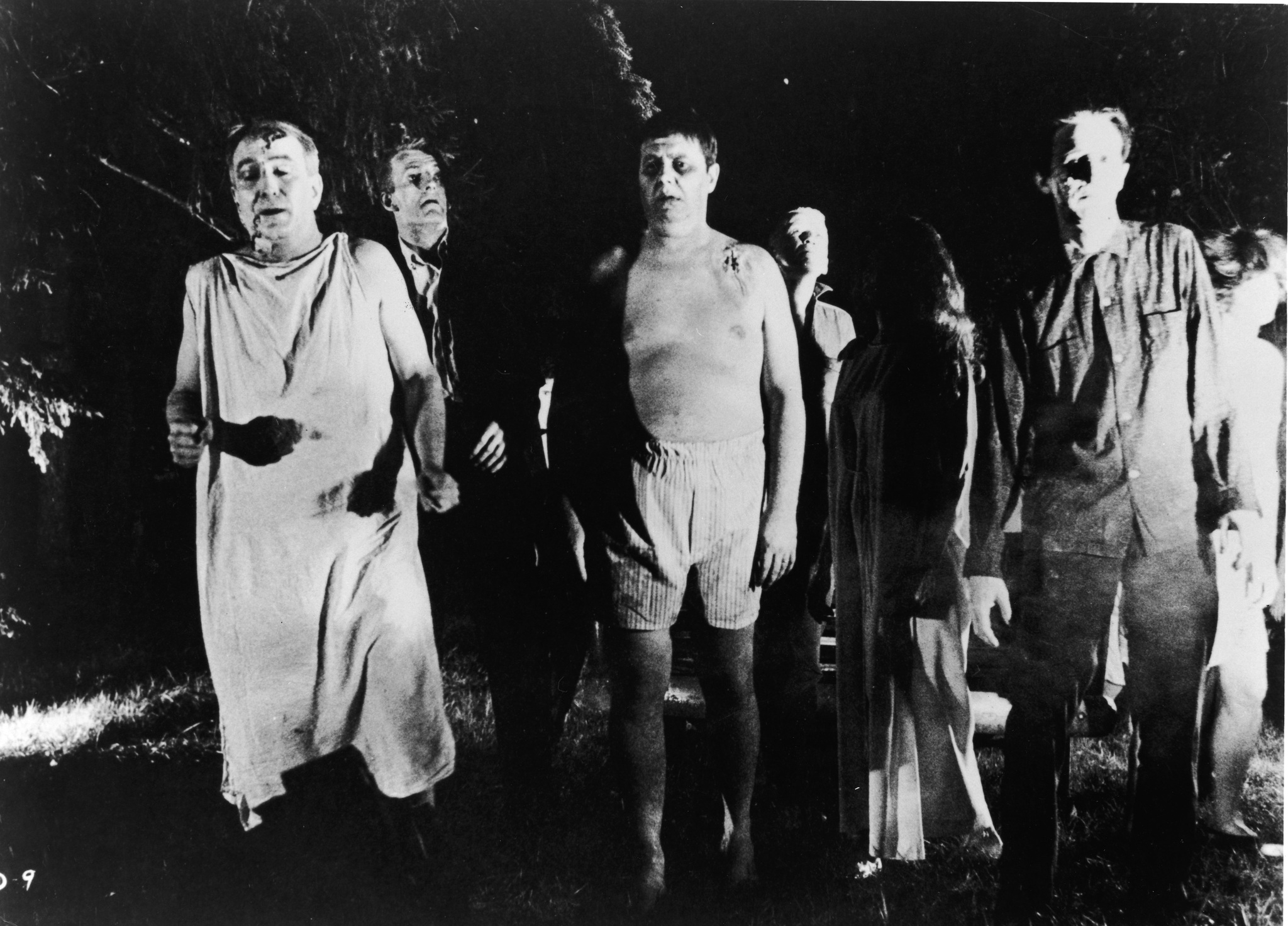
O filme Night of the Living Dead (1968) de George A. Romero é considerado um progenitor do zumbi ficcional da cultura moderna.

Segundo o estereótipo midiático, por serem mortos vivos, a aparência dos zumbis demonstra o efeito do tempo e da morte, possuindo a pele apodrecida e com roupas esfarrapadas, com um cheiro forte e horrível. Normalmente, perdem partes do corpo, como os dentes ou os dedos. De maneira geral, os zumbis nestas situações são do tipo lentos, letárgicos, cambaleantes e irracionais — modelo que se popularizou no filme "A Noite dos Mortos-Vivos". Filmes criados já nos anos 2000, porém, trouxeram um novo conceito de zumbis, mostrando-os como mais ágeis, ferozes, inteligentes e fortes que os antigos zumbis do cinema. Estes zumbis mostram-se extremamente mais perigosos, sendo que apenas um deles já constitui grande ameaça para um grupo. Em muitos casos em se tratando destes zumbis "rápidos", os criadores utilizam a premissa de humanos infectados com alguma patogenia, como é o caso no filme Extermínio (2002) e no jogo para PCs Left 4 Dead (2008), ao invés de cadáveres reanimados - evitando a "caminhada arrastada dos mortos", presente na variedade de zumbis criada por George A. Romero.
Na série Living Dead, os zumbis começam com pouca inteligência, passando com o tempo a reter algum conhecimento da vida passada e repeti-los sem pensar (como ir para um local importante, ou continuar com uma faca por causa do trabalho de cozinheiro); depois, aprendem a usar ferramentas básicas (Diário dos Mortos, 2007). Em Survival of the Dead (2010), os zumbis desenvolvem uma maior inteligência, sendo capazes de se comunicar, ir atrás de um objetivo e usar ferramentas de maneiras mais complexas. Os zumbis alimentam-se de pessoas, embora possam aprender a se alimentar de outros seres, como cavalos (como no filme Survival of the Dead).

### Infecção
A origem é sempre variável nas histórias, e muitas já foram criadas. Elas vão das mais óbvias como um vírus natural (a ira colérica no Left 4 Dead e no filme Extermínio), um vírus artificial criado em laboratório (série Resident Evil e no filme Planeta Terror, de 2007), ou até mesmo uma forma evoluída do fungo Cordyceps, no jogo eletrônico The Last of Us, e chega até as mais improváveis, como um agente extraterrestre (como especulado pela imprensa no filme A Noite dos Mortos-Vivos (1968) ou até mesmo uma punição divina (como é sugerido em Madrugada dos Mortos,2004). Por fim, existem ainda os que preferem deixar a causa em aberto, não mencionando palavra sobre a mesma (como no filme Zombieland (2009) ou na série The Walking Dead (2010)).
A infecção espalha-se pela população através do contato agressivo com um zumbi (o que ocorre em praticamente todos os casos), exposição à causa da transformação (citando novamente Planeta Terror à exemplo disto), ou mesmo após qualquer morte, seja ela natural ou acidental (Romero e seus filmes como mais notório exemplo).
A contaminação, em certos casos, pode ainda afetar outros seres vivos que não só os humanos (jogos da série Resident Evil já mostraram toda a sorte de animais zumbificados ou mutacionados pelo vírus, como cães, aranhas, tubarões e até mesmo plantas transformados pelo vírus, sendo que em Resident Evil: Outbreak: File 2 já viu-se um monstruoso elefante zumbificado). Por fim, a causa pode transformar a pessoa em zumbi e não necessariamente lhe tirar sua consciência, ainda que esta fique gravemente prejudicada (como visto no filme Colin, 2008).

### Eliminação
As obras nos mostram que é possível destruir os zumbis definitivamente danificando-lhes o cérebro ou a estrutura neural, o que pode ser conseguido atirando-lhes na cabeça (como na grande maioria das obras) ou lhes quebrando o pescoço (mais especificamente nos filmes de Resident Evil e na obra literária "Orgulho e Preconceito e Zumbis" — em certas obras, como nos filmes de George Romero, nem mesmo a decapitação é capaz de exterminar definitivamente um zumbi, uma vez que a cabeça decepada ainda tentará morder).

### Apocalipse zumbi
Apocalipse zumbi é um cenário apocalíptico hipotético. Cultuado — e até mesmo aguardado — por muitas pessoas com base na ficção científica e no gênero do terror, a expressão refere-se à uma infestação de zumbis em escala catastrófica, que, rapidamente, transformaria esta espécie na dominante sobre a Terra. Tais criaturas, hostis à vida humana, atacariam a civilização em proporções esmagadoras, impossíveis de serem controladas por forças militares, mesmo com os recursos atuais à disposição.
Em algumas hipóteses, vítimas de um ataque de zumbi também transformariam-se nestas criaturas se sofressem uma mordida ou arranhão de um infectado. Em outras, o vírus pode ser transmissível através do ar. Finalmente, existe ainda o quadro mais caótico: todo o ser humano que morre, seja lá qual for a causa, torna-se um morto-vivo. Nestes cenários, os zumbis caçam seres humanos para alimentarem-se, sua mordida causando a infecção, que faz com que um sobrevivente de ataque também torne-se um zumbi posteriormente. Isso rapidamente tornaria-se uma infestação absolutamente incontrolável, com o pânico causado pela "praga zumbi" acarretando no rápido colapso do conceito de civilização como hoje a conhecemos. Em pouco tempo, a existência de vida humana no planeta seria reduzida a poucos grupos de sobreviventes — nômades ou isolados — buscando por alimento, suprimentos e lugares seguros num mundo pré-industrial, pós-apocalíptico e devastado.
O conceito, nascido na década de 1960, ganhou grande popularidade ao longo dos anos, servindo de tema para incontáveis filmes, seriados, livros, histórias em quadrinhos, videogames e outras obras de variadas mídias. Como já mencionado, há até mesmo os que acreditam na concretização de tal cenário, e preparam-se para sua suposta chegada.

## Zumbi filosófico
Um zumbi filosófico é um conceito usado na filosofia da mente, campo de pesquisa que examina a associação entre pensamento consciente e o mundo físico. Um zumbi filosófico é uma pessoa hipotética que não possui consciência plena mas tem a biologia ou o comportamento de um ser humano normal. O termo é usado como uma hipótese nula nos debates filosóficos sobre o tema problema mente-corpo. O uso filosófico do termo "zumbi" foi cunhado pelo filósofo David Chalmers na metade da década de 1990. O pesquisador Daniel Serravalle de Sá argumenta que "seja por contaminação viral ou radioativa, lavagem cerebral, feitiçaria, ou outro modo, os processos de 'zumbificação' são geralmente relacionados à massificação das opiniões, perda progressiva de capacidade de raciocinar de modo crítico e independente, apatia e insensibilidade emocional. Em última instância, são processos que conduzem à morte do raciocínio e das emoções, com implicações que repercutem no próprio conceito de humanidade."

## Ativismo social
Zombie Walk (traduzido do inglês, "caminhada zumbi") é um flash mob composto por um grande grupo de pessoas que se vestem de zumbis. Geralmente caminhando ou correndo por grandes centros urbanos, os participantes organizam uma rota através das ruas da cidade, passando por shoppings, parques e outros locais com grande público. Alguns fãs de zumbis continuam a tradição de George A. Romero de usar os zumbis como um evento social. Esses eventos, divulgadas principalmente de pessoa a pessoa, são regularmente organizadas em alguns países. Normalmente são organizados como uma performance de arte surrealista, mas, ocasionalmente, são usados como parte de um protesto político único.